# Цоцев камен
Цоцев камен е вулканична скала, която в праисторически времена се използва като мегалитна обсерватория. Намира се на 481 метра надморска височина, в района на село Шопско Рудари, в източната част на Северна Македония, община Кратово.
Наименувана е на местността, в която е открита. Смята се, че обсерваторията е на около 4000 години. Видими са следи от човешка обработка. В скалата се намира малка пещера с оскъдни орнаменти.
Тази пещера е била използвана от неолита до бронзовата епоха като обсерватория или храм. Самата пещера съдържа няколко червени скални рисунки. Действително в пещерата се забелязва подобие на стълбище, тронове и други, което подкрепя тезата, че обектът в миналото функционира като обсерваторията.
Разкопките позволяват да се извадят на бял свят керамични съдове от античността и средновековието, което показва, че обсерваторията се използва до края на тези епохи.
Северна Македония възнамерява да предложи Цоцев камен за паметник на световното културно и природно наследство на ЮНЕСКО.

## Галерия
- Цоцев камен гледан от североизточната страна
- Цоцев камен гледан от северната страна
- „Малката пещера“
- Пещерният дял
 („Голямата пещера“)